# Веганское общество
Веганское общество (англ. The Vegan Society) — зарегистрированная в Великобритании благотворительная организация, содействующая распространению этической культуры потребления и жизни в целом.
Созданное в Бирмингеме, Великобритания 1 ноября 1944 года Дональдом Уотсоном (1910—2005) и 24 его друзьями общество стало первой организацией подобного рода в Соединённом Королевстве. Обществом был введён в употребление термин vegan (от сокращения слова vegetarian).
Годовщина создания общества, 1 ноября, отмечается как «Международный день вегана» (начиная с 1994 года).
В 1988 и 2005 году число членов Веган Общества составляло около 4000 человек.

## Деятельность
- Распространение информации посредством веб-сайта, флайеров, книг, видеофильмов и т. п.;
- Поддержка веганского движения через сеть локальных контактов;
- Продажа производителям лицензий на использование торгового знака общества — логотипа с подсолнухом — для маркировки веганских продуктов[2];
- Издание журнала «The Vegan», бесплатно рассылаемого членам общества один раз в квартал;
- Публикация списка «Animal-Free Shopper», содержащего веганские товары, доступные в Великобритании (обновляется примерно раз в два года);
- Ведение своего магазина с веганскими товарами.